# Vega (draagraket)
Vega was een Europese draagraket die door Arianespace tot 5 september 2024 werd gebruikt voor het lanceren van kleine kunstmatige satellieten. Sinds 1998 werd hij door het Italiaanse bedrijf AVIO in opdracht van de Europese Ruimtevaartorganisatie ontwikkeld. De eerste lancering vond plaats op 13 februari 2012 vanaf de Europese lanceerinrichting Centre Spatial Guyanais bij Kourou (Frans-Guyana). Sinds 2015 werden er jaarlijks twee à drie van dit type gelanceerd. De Vega was de eerste raket uit de Vega-raketfamilie en werd opgevolgd door de Vega-C. Er staan voor de toekomst meer varianten van de Vega op de planning.

## Goedkoop
Hoewel satellieten steeds groter en zwaarder worden, bleek er ook behoefte aan een goedkope draagraket om kleine tot middelgrote satellieten (van 300 tot 2000 kg) in een lage baan rond de Aarde te brengen. Om de ontwikkelingskosten tot een minimum te beperken, wordt bij de bouw van de Vega gebruikgemaakt van faciliteiten die eerder werden toegepast bij de bouw van de Ariane-draagraket. De doelstelling was het lanceren van satellieten minstens 15% goedkoper te maken dan voorheen, wat neerkomt op maximaal € 20 miljoen per 1000 kg. Dat werd in die tijd als goedkoop beschouwd.
Anno 2020 werken verschillende concurrenten aan lichte raketten die dat voor $ 10 miljoen willen bereiken. Daar komt bij dat SpaceX tot 18 ton voor een prijs van 50 miljoen dollar kan lanceren, wat neerkomt op 2,8 miljoen per 1000 kg. Nadeel is dat het voor lichte vrachten nodig is zo’n grote raket met andere klanten te delen waarbij ze moeten wachten tot alle geboekte satellieten klaar voor lancering zijn.

## Deelnemende landen
Voor de ontwikkeling van de Vega is € 335 miljoen uitgetrokken. Zo'n 65% hiervan wordt betaald door Italië, de rest wordt bijeengebracht door België, Nederland, Zweden en Zwitserland. Ook het Italiaanse FiatAvio SpA zal een deel van de kosten dekken. Mogelijk zal de Spaanse ruimtevaartorganisatie in een later stadium bij de ontwikkeling worden betrokken. Na eerder steun te hebben toegezegd, heeft Frankrijk zich later teruggetrokken nadat er twijfels ontstonden over de financiële haalbaarheid van het project.

## Kenmerken
De eerste trap (P80) maakt, net als de tweede en derde, gebruik van een vastebrandstofmotor en is grotendeels gebaseerd op technieken die ook in de Ariane 4 en Ariane 5 werden toegepast. Nieuw aan de P80-motor is dat deze bestaat uit een composietgewonden behuizing. In deze 10,5 m lange trap is ruimte voor 88 ton brandstof.
Voor de tweede trap wordt een Zefiro 23-motor gebruikt en deze 24 ton zware trap heeft een lengte van 4,6 m en diameter van bijna 2 m.
De derde, eveneens 4,6 m lange trap weegt 10 ton en heeft ook een Zefiromotor (Zefiro 9). De Zefiro-trappen worden gebouwd door het Italiaanse Avio SpA. De onderste drie trappen maken gebruik van ontstekers die op dezelfde techniek berusten en voorzien zijn van een composietcasing waarin de stuwstof huist. Dit in tegenstelling tot een metalen casing met thermische protectie.
Boven op de derde trap wordt de AVUM vloeibarebrandstofmotor gemonteerd, een kickstage die de lading uiteindelijk in een baan rond de Aarde brengt. De lading zelf bevindt zich in de ruimte helemaal bovenin. De AVUM kan tot twintig keer te herstarten. De Oekraïense RD-843-hoofdmotor van de AVUM is een drukgevoede motor die op hypergolische stuwstoffen werkt. In een aangepaste uitvoering zal de AVUM ook als servicemodule van de Space Rider functioneren.

## Afgeleide ontwerpen
Er is een aantal nieuwe varianten van zwaardere en lichtere Vega-raketten in de bouw- en ontwerpfase. Het betreft respectievelijk de Vega C, Vega E en Vega C-light.

### Vega C
Een krachtiger uitvoering genaamd Vega C maakte in 2022 zijn debuut.
De eerste trap (P80) is daarbij vervangen door een P120C en in een later stadium door de iets grotere en krachtiger P120C+. Ook is de neuskegel groter. Deze raket deelt technieken met de in dezelfde periode ontwikkelde Ariane 6. Zo wordt de P120C ook als side-booster van de Ariane 6 gebruikt.

### Vega E
De Vega E wordt een nog zwaardere raket die vanaf 2026 beschikbaar moet zijn (aanvankelijk was dat 2024) en waarvoor reeds een lancering is geboekt. Anders dan bij Vega en Vega C is het geen viertrapsontwerp maar een drietrapsontwerp. De eerste trap wordt een P160C. In eerdere plannen was dat een P120C. De P160C zal ook als side-booster voor de Ariane 6-Block II worden gebruikt.
De tweede trap is een Zefiro Z40. Voor de derde trap zal de Vega E een upperstagemotor genaamd MIRA M10 gebruiken die brandt op op cryogene methalox. Methalox is een samenvoeging van de woorden methaan en LOX, afkorting voor Liquid Oxygen, vloeibare zuurstof. Het ontwikkelen van methalox-raketmotoren past in een trend die sinds midden jaren 2010 ook bij andere raketfabrikanten is terug te zien. De M10 maakt gebruik van het expandercyclus-principe. Voor deze motor wordt een nieuwe testfaciliteit op een militaire basis op Sardinië aangelegd.
Omdat de levering van de Oekraïense motor voor de bovenste trap van de Vega en Vega C in 2022 in gevaar is gekomen door de Russische invasie van Oekraïne sinds 2022 wordt getracht de M10 sneller te ontwikkelen en de Vega E eerder te introduceren.
Op 6 mei 2022 werd voor het eerst een M10 in een testopstelling gestart.

### Vega C-light
Het conceptontwerp Vega C-light is een op de Vega C gebaseerd ontwerp waarbij de eerste trap wordt overgeslagen en de aangepaste tweede trap van de Vega C dus de eerste trap is. Deze zou vrachten tot 250 kg kunnen lanceren en moeten gaan concurreren met de Electron van Rocket Lab.

## Ariane,VegaenSojoez
Sinds de voltooiing van de Vega beschikt Europa zelf over twee verschillende draagraketten. Vanaf Kourou worden voor het eerst buiten Russisch grondgebied ook Sojoez-draagraketten gelanceerd. Hiermee beschikt ESA over drie verschillende raketten waarmee een breed scala aan ruimtevaartuigen kan worden gelanceerd; de Ariane voor het zware werk, de Vega voor de lichtere en commercieel aantrekkelijke vluchten en de Sojoez voor alles dat daar tussenin valt.
De zwaardere varianten van de Vega en de lichtste versie van de Ariane 6 moesten de Sojoez echter overbodig maken. Door het handelsembargo rond de Russische invasie van Oekraïne sinds 2022 is de Sojoez echter in 2022, ruim eerder dan gepland buiten gebruik geraakt voor Arianespace. De introductie van de Vega-E en Ariane 6 lieten toen nog jaren op zich wachten.

## Lanceringen
De Vega wordt gelanceerd vanaf het ELV-platform (Ensemble de Lancement Vega) op het Centre Spatial Guyanais te Kourou. Dit ligt op de plaats waar eerder lanceerplatform ELA-1 was van waar de Ariane 1, 2 en 3 werden gelanceerd.
| Vluchtnummer | Datum                           | Nuttige lading | Commentaar                                                                                            |
| ------------ | ------------------------------- | --- | --- |
| VV01         | 13 februari 2012, 10.00 UTC     | LARES (Laser Relativity Satellite, ca. 300 kg) + AlmaSat-1 (gebouwd door studenten van de universiteit van Bologna, 12,5 kg) plus zeven Cubesats: - XaTcobeo (van de universiteit van Vigo); - e-st@r (van de Politecnico di Torino (Turijn)); - ROBUSTA (van de Université de Montpellier 2); - MaSat-1 (van de technologische en economische universiteit van Boedapest); - Goliat (van de universiteit van Boekarest); - PW-Sat-1 (van de Politechnika Warszawska (Warschau)) - UNICubeSat-GG (van de Universiteit Sapienza Rome) | Succes                                                                                                |
| VV02         | 7 mei 2013, 02:06 UTC           | - Proba-V - VNREDSAT-1 (aardobservatiesatelliet voor de Vietnamese academie voor kunsten en wetenschappen) - ESTCube-1, een cubesat van de universiteit van Tartu | Succes                                                                                                |
| VV03         | 30 april 2014, 01:35 UTC        | - KazEOSat-1, een Kazachse aardobservatiesatelliet | Succes                                                                                                |
| VV04         | 11 februari 2015, 13:40 UTC     | - Intermediate eXperimental Vehicle (IXV) van ESA, experimenteel toestel om re-entry in de atmosfeer te testen. Het betrof een Suborbitale ruimtevlucht. | Succes                                                                                                |
| VV05         | 23 juni 2015, 01:51 UTC         | - Sentinel-2A aardobservatiesatelliet van ESA. | Succes                                                                                                |
| VV06         | 3 december 2015, 04:04 UTC      | - LISA pathfinder: satelliet om technologie voor het detecteren van gravitatiegolven te testen | Succes                                                                                                |
| VV07         | 16 september 2016, 01:43:35 UTC | - PerúSAT-1 - Terra Bella SkySat 4-7 | Succes                                                                                                |
| VV08         | 5 december 2016, 13:51:44 UTC   | - GÖKTÜRK-1 : aardobservatiesatelliet voor Turkije | Succes                                                                                                |
| VV09         | 7 maart 2017, 01:49:24 UTC      | * Sentinel 2B, observatiesatelliet | Succes                                                                                                |
| VV10         | 2 augustus 2017, 01:58:33 UTC   | * Optsat 3000 en Venµs , | Succes                                                                                                |
| VV11         | 8 november 2017, 1:42:33 UTC    | Mohammed VI-A | Succes                                                                                                |
| VV12         | 22 augustus 2018, 21:20 UTC     | ADM-Aeolus | Succes                                                                                                |
| VV13         | 21 november 2018, 01:42 UTC     | Mohammed VI-B | Succes                                                                                                |
| VV14         | 22 maart 2019, 01:50 UTC        | PRISMA | Succes                                                                                                |
| VV15         | 11 juli 2019, 01:53 UTC         | Falcon Eye 1 | Mislukt Breuk van frontale koepel van de tweede trap                                                  |
| VV16         | 3 september 2020, 01:51 UTC     | SSMS PoC (53 kleine satellieten) | Succes In juni 2020 meerdere malen uitgesteld wegens weersomstandigheden (straalstroom boven Kourou). |
| VV17         | 17 november 2020, 02:52 UTC     | Taranis & Seosat | Mislukt Anomalie tijdens eerste boost van de Avum.                                                    |
| VV18         | 29 april 2021, 01:50 UTC        | Pléiades Neo 3, NorSat-3, Bravo, ELO Alpha, Lemur-2 × 2 | Succes                                                                                                |
| VV19         | 17 augustus 2021, 01:47 UTC     | Pléiades Neo 4, BRO-4, LEDSAT, RADCUBE, SUNSTORM | Succes                                                                                                |
| VV20         | 16 november 2021, 09:27 UTC     | CERES 1/2/3 | Succes                                                                                                |
| VV23         | 9 oktober 2023, 01:36 UTC       | - Triton - Theos 2 - SSMS n°5 Cubesats (zes stuks) | Gedeeltelijk succes Twee van de twaalf satellieten werden niet afgekoppeld.                           |
| VV24         | 5 september 2024, 01:50 UTC     | - Sentinel-2C | Succes Laatste lancering van de oorspronkelijke Vega                                                  |

## Problemen

### VV15
Vlucht VV15 mislukte. 14 seconden na het ontsteken van de tweede trap (Z23) brak deze in tweeën doordat de koepelvormige voorzijde van die trap de hitte niet aankon. De Z23 wordt daarom aangepast. Men verwachtte de Vega-vluchten in maart 2020 te hervatten. Doordat het SARS-COV2-virus die maand uitbrak moest Frans Guyana in lockdown en werd al het werk op het Centre Spatial Guyanais opgeschort. De lancering van de return to flight-vlucht VV16 werd toen voor eind juni 2020 gepland. Doordat het CSG onder een stabiele straalstroom kwam te liggen kon de lancering toen en in de maanden daarop niet doorgaan. De lancering vond uiteindelijk plaats op 3 september 2020.
Falcon Eye 2, die net als de verloren gegane satelliet Falcon Eye 1 met een Vega zou worden gelanceerd, werd omgeboekt naar een Europese Sojoez omdat een lancering per Vega anders te veel vertraging zou oplopen.

### VV17
Missie VV17 ging op 17 november 2020 verloren toen de AVUM-trap tijdens de eerste ontbranding niet de verwachte prestaties leverde. De baan van AVUM met twee satellieten aan boord degradeerde daarop. Na een uur meldde Arianespace-directeur Stéphane Israel dat de missie verloren was.
Later gaf Arianespace aan dat ze op basis van telemetrie vermoedden dat de AVUM was gaan "tuimelen" als gevolg van twee verkeerd verbonden kabels in de besturing waardoor stuurcorrecties van de AVUM in de verkeerde richting werden gemaakt. Dit wijst dus op een menselijke fout maar werpt ook vragen op over de kwaliteitscontrole van de fabrikant. Op 7 maart 2021 werd toestemming gegeven om met de voorbereiding van de volgende vlucht voor april 2021.

### VV23
Tijdens vlucht VV23 werden twee van de twaalf satellieten niet losgekoppeld van de AVUM. Deze gingen verloren toen de AVUM na de missie terug de atmosfeer in werd gestuurd om op te branden.

### Verloren brandstoftanks voor laatste vlucht
Tijdens de voorbereiding van de laatste vlucht van de originele Vega-configuratie bleek Avio eind 2023 twee van de vier brandstoftanks voor de AVUM-trap kwijt te zijn. Het depot waar ze waren opgeslagen was een tijd voor onderhoud buiten gebruik geweest. Na een zoektocht werden ze elders, platgewalst teruggevonden. Volgens de planning had deze lancering begin 2024 moeten plaatsvinden.